# Asociación Deportiva Mérida
Maillots
Actualités
L'Asociación Deportiva Mérida S.A.D., plus couramment abrégé en AD Mérida, est un club de football espagnol basé à Mérida en Estrémadure. Le club est fondé en 2013 sous le nom de Mérida AD à la suite de la liquidation du Mérida UD.
Il évolue en Primera División RFEF (troisième division espagnole) depuis la saison 2022-2023. Il joue ses matches à domicile au Stade Romano.

## Histoire
Le club est fondé le 19 février 2013 sous le nom de Mérida AD et est inscrit au registre général des entités sportives d'Estrémadure le 25 février, pour une évaluation de trente-sept mille cinq cents euros. Le Mérida UD est dissous le 19 mai 2013 et le club achète sa place en Tercera División.
Lors de sa première saison en Tercera División, le club termine deuxième de son groupe derrière le CF Villanovense, qui lui donne le droit de disputer les barrages de promotion. Il élimine, tout d'abord, le Real Ávila (victoire 1-0 à l'aller et victoire 2-0 au retour) en quart de finale puis l'AD San Juan (victoire 1-0 à l'aller et match nul 1-1 au retour) en demi-finale avant d'échouer en finale des barrages contre l'UP Langreo (match nul 0-0 à l'aller et défaite 0-1 au retour).
La saison suivante, le club termine à la première place de son groupe, synonyme de barrages de promotion pour champions. Lors des barrages, le club fait face au CD Laredo, le match aller, disputé à domicile, se termine sur un score nul et vierge. Une semaine plus tard, le club est promu en Segunda División B après sa victoire 2-1 au retour.
Lors de la saison 2015-2016, le club termine à la 8e place de son groupe, pour sa première saison en troisième division. La saison suivante, le club confirme ses bons résultats de la saison précédente, malgré le départ de la quasi-totalité de son effectif, en terminant à la 5e place, à un point des barrages.
La saison 2017-2018 s'avère plus compliquée car le club termine à la 16e place de son groupe, synonyme de barrages de relégation. Il est confronté au Coruxo FC afin de tenter de se maintenir. Cependant, après deux matches nuls (2-2 à l'aller et 0-0 au retour), le club est relégué en Tercera División en raison de la règle des buts marqués à l'extérieur.
Un an plus tard, le club refait son retour en Segunda División B, après avoir terminé à la première place de son groupe et battu l'UD Socuéllamos aux tirs au but (7-6), après deux matches nuls sans but, aux barrages.
Le club reste encore deux saisons en Segunda División B, avant de retrouver la quatrième division avec la Segunda División RFEF nouvellement créée, après la restructuration des championnats. Néanmoins, il retrouve immédiatement la troisième division, la Primera División RFEF, en terminant à la deuxième place de son groupe, très loin derrière le Córdoba CF, synonyme de barrages de promotion. Lors des barrages, il élimine, d'abord, le CD Palencia Cristo Atlético, en demi-finale, sur le score de 2-1, puis le CD Teruel, en finale, sur le score de 2-0 après prolongation.

## Palmarès et records

### Palmarès
Le club est champion de son groupe de Tercera Division à deux reprises lors des saisons 2014-2015 et 2018-2019.

### Bilan saison par saison
- Relégation
- Promotion

| Saison    | Ligue  | Ligue                 | Ligue | Ligue   | Ligue      | Ligue   | Ligue   | Ligue   | Ligue   | Ligue   | Ligue   | Ligue   | Coupe   | Autres coupes | Autres coupes | Meilleur buteur | Meilleur buteur |
| Saison    | Niveau | Division              | Gpe   | Pos     | Pts        | J       | G       | N       | P       | Bp      | Bc      | Diff    | Coupe   | Autres coupes | Autres coupes | Nom(s)          | But inscrit     |
| --------- | ------ | --------------------- | ----- | ------- | ---------- | ------- | ------- | ------- | ------- | ------- | ------- | ------- | ------- | ------------- | ------------- | --------------- | --------------- |
| 2013-2014 | 4      | Tercera División      | 14    | 2e      | 94         | 40      | 28      | 10      | 2       | 88      | 27      | +61     | —       | —             | —             | Sunny Omoregie  | 20              |
| 2013-2014 | 4      | Tercera División      | BP    | BP      |            | 6       | 3       | 2       | 1       | 5       | 2       | +3      | —       | —             | —             | Sunny Omoregie  | 20              |
| 2014-2015 | 4      | Tercera División      | 14    | 1er     | 98         | 38      | 31      | 5       | 2       | 101     | 20      | +81     | —       | —             | —             | Jesús Perera    | 23              |
| 2014-2015 | 4      | Tercera División      | BP    | BP      | Promotion  | 2       | 1       | 1       | 0       | 2       | 1       | +1      | —       | —             | —             | Jesús Perera    | 23              |
| 2015-2016 | 3      | Segunda División B    | 4     | 8e      | 52         | 38      | 12      | 16      | 10      | 39      | 41      | -2      | 1T      | Copa RFEF     | 1/2           | Pedro Conde     | 17              |
| 2016-2017 | 3      | Segunda División B    | 4     | 5e      | 64         | 38      | 18      | 10      | 10      | 51      | 33      | +18     | —       | —             | —             | Hugo Rodríguez  | 8               |
| 2017-2018 | 3      | Segunda División B    | 4     | 16e     | 46         | 38      | 11      | 13      | 14      | 34      | 42      | -8      | —       | —             | —             | Javi Gómez      | 5               |
| 2017-2018 | 3      | Segunda División B    | BR    | BR      | Relégation | 2       | 0       | 2       | 0       | 2       | 2       | 0       | —       | —             | —             | Javi Gómez      | 5               |
| 2018-2019 | 4      | Tercera División      | 14    | 1er     | 91         | 38      | 27      | 10      | 1       | 92      | 23      | +69     | —       | —             | —             | Cristo          | 26              |
| 2018-2019 | 4      | Tercera División      | BP    | BP      | Promotion  | 2       | 0       | 2       | 0       | 0       | 0       | 0       | —       | —             | —             | Cristo          | 26              |
| 2019-2020 | 3      | Segunda División B    | 4     | 19e     | 27         | 28      | 4       | 15      | 9       | 28      | 37      | -9      | 2T      | —             | —             | Miguel Espinar  | 5               |
| 2020-2021 | 3      | Segunda División B    | 5     | 10e     | 30         | 24      | 8       | 6       | 10      | 19      | 19      | 0       | —       | —             | —             | Dani García     | 6               |
| 2021-2022 | 4      | Segunda División RFEF | 4     | 2e      | 62         | 34      | 18      | 8       | 8       | 49      | 26      | +23     | —       | Copa RFEF     | 1/8           | Lolo            | 11              |
| 2021-2022 | 4      | Segunda División RFEF | BP    | BP      | Promotion  | 2       | 2       | 0       | 0       | 4       | 1       | +3      | —       | Copa RFEF     | 1/8           | Lolo            | 11              |
| 2022-2023 | 3      | Primera Federación    | 1     | 8e      | 54         | 38      | 14      | 12      | 12      | 40      | 37      | +3      | 2T      | —             | —             | Carlos Cinta    | 7               |
| 2023-2024 | 3      | Primera Federación    | 2     | 12e     | 47         | 38      | 12      | 11      | 15      | 37      | 45      | -8      | —       | —             | —             | Chuma           | 9               |
| 2024-2025 | 3      | Primera Federación    | 2     | 4e      | 58         | 38      | 15      | 13      | 10      | 52      | 52      | 0       | —       | —             | —             | Liberto Beltrán | 13              |
| 2024-2025 | 3      | Primera Federación    | BP    | BP      |            | 2       | 1       | 0       | 1       | 1       | 1       | 0       | —       | —             | —             | Liberto Beltrán | 13              |
| 2025-2026 | 3      | Primera Federación    | 1     | à venir | à venir    | à venir | à venir | à venir | à venir | à venir | à venir | à venir | à venir | —             | —             |                 |                 |

Notes : 
1. ↑  Tous les buts marqués lors de matchs de championnat, sans compter les barrages.
2. ↑  À cause de la pandémie de Covid-19, le championnat a été interrompu puis définitivement arrêté le 6 mai 2020.

## Entraîneurs
Ce tableau répertorie la liste des entraîneurs et leurs statistiques. Les entraîneurs par intérim n'y figurent pas.
| Nom                | Nationalité | Début            | Fin              | Résultats | Résultats | Résultats | Résultats | Résultats | Résultats | Résultats |
| Nom                | Nationalité | Début            | Fin              | M         | V         | N         | D         | Bp        | Bc        | V. %      |
| ------------------ | ----------- | ---------------- | ---------------- | --------- | --------- | --------- | --------- | --------- | --------- | --------- |
| Bernardo Plaza     | Espagne     | 19 mai 2013      | 24 juin 2014     | 46        | 32        | 12        | 3         | 93        | 29        | 69,57     |
| Ángel Luis Alcázar | Espagne     | 30 juin 2014     | 26 décembre 2015 | 61        | 39        | 14        | 8         | 123       | 45        | 63,93     |
| Antonio Gómez      | Espagne     | 26 décembre 2015 | 15 mai 2016      | 26        | 10        | 10        | 6         | 36        | 28        | 38,46     |
| José Miguel Campos | Espagne     | 8 juin 2016      | 3 octobre 2016   | 7         | 1         | 1         | 5         | 4         | 13        | 14,29     |
| Eloy Jiménez       | Espagne     | 7 octobre 2016   | 19 mai 2017      | 30        | 16        | 9         | 5         | 46        | 20        | 53,33     |
| Mehdi Nafti        | Tunisie     | 27 juin 2017     | 19 décembre 2017 | 20        | 6         | 7         | 7         | 19        | 21        | 30,00     |
| Loren Morón        | Espagne     | 27 décembre 2017 | 11 mars 2018     | 10        | 2         | 3         | 5         | 8         | 16        | 20,00     |
| Mehdi Nafti        | Tunisie     | 12 mars 2018     | 28 mai 2018      | 11        | 3         | 5         | 3         | 9         | 9         | 27,27     |
| Santi Amaro        | Espagne     | 20 juin 2018     | 7 octobre 2019   | 47        | 28        | 14        | 5         | 99        | 35        | 59,57     |
| Diego Merino       | Espagne     | 8 octobre 2019   | 22 février 2020  | 21        | 2         | 13        | 6         | 13        | 16        | 9,52      |
| Juanma             | Espagne     | 28 février 2020  | 9 juin 2020      | 2         | 1         | 1         | 0         | 3         | 2         | 50,00     |
| Dani Mori          | Espagne     | 9 juin 2020      | 14 mars 2021     | 17        | 6         | 5         | 6         | 12        | 11        | 35,29     |
| Miguel Rivera      | Espagne     | 15 mars 2021     | 4 juin 2021      | 7         | 2         | 1         | 4         | 7         | 8         | 28,57     |
| Juan García        | Espagne     | 8 juin 2021      | 28 novembre 2021 | 15        | 6         | 5         | 4         | 19        | 13        | 40,00     |
| Javier Álvarez     | Espagne     | 29 novembre 2021 | 11 janvier 2022  | 4         | 1         | 0         | 3         | 2         | 4         | 25,00     |
| Juanma             | Espagne     | 16 janvier 2022  |                  | 19        | 14        | 3         | 2         | 29        | 11        | 73,68     |

## Identité visuelle

2013-2024.
Depuis 2024.